# 永川体育中心

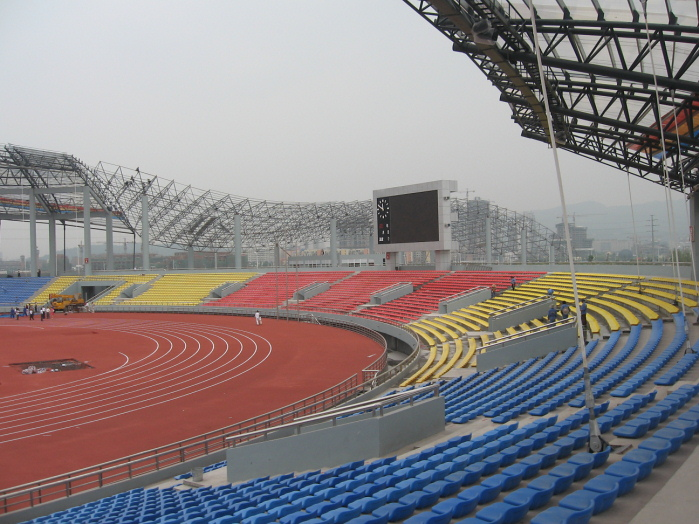
永川体育中心

永川体育中心（英語：Yongchuan Sports Center）是一座位于重庆永川区的体育场馆，隶属于重庆市体育局。

## 历史
2007年建成开放，建筑面积44,000平方米，其中中心体育场可容纳26,000名观众，此外还建有游泳馆、篮球场、门球场、足球场、网球场等设施。2011年3月曾作为降级后的重庆当代力帆足球俱乐部主场。2018年10月举办永川国际女足锦标赛，中国国家女子足球队对阵葡萄牙国家女子足球队，最终两队0:0打成平局。2019年9月举办第六届重庆市运动会。